# British Biathlon Union

Logo der British Biathlon Union

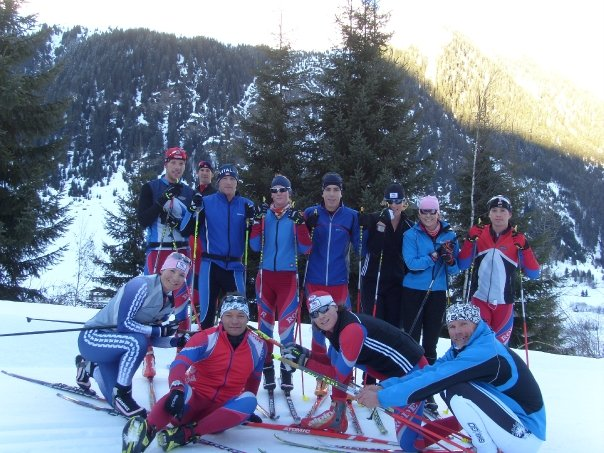
Das britische Nationalteam beim IBU-Cup 2009 in Ridnaun: Adele Walker, Rob Chudley, Marc Walker, Ben Woolley, Marcel Laponder, Amanda Lightfoot, Craig Driffill, Emma Fowler, Alanda Scott, Olwen Thorn, Walter Pichler, Steve Hill

Die British Biathlon Union (BBU) ist der nationale britische Verband, der für den Biathlonsport zuständig ist.

## Verband
Die British Biathlon Union wurde 1996 gegründet und wird von einem Präsidenten geführt, dessen Position seit dem 1. Januar 2009 vakant ist. Das Tagesgeschäft obliegt einem Vorsitzenden und Chief Executive Officer, dessen Position derzeit von David Cranston, OEB, ausgefüllt wird. Mark Goodson ist der bezahlte Teilzeit-Generalsekretär des Verbandes. Zum etwa zehn Personen umfassenden Vorstand gehören noch weitere Positionen, darunter ein Aktivenvertreter und ein Verbindungsoffizier zum britischen Militär. Letzterer ist für den britischen Biathlonsport unerlässlich, da fast alle Spitzenathleten des Landes bei den Streitkräften dienen. Die britischen Meisterschaften sind deshalb nicht nur Landesmeisterschaften, sondern gleichzeitig die Militärmeisterschaften und die Meisterschaften zwischen den einzelnen Waffengattungen.
Die BBU ist Mitglied der International Biathlon Union (IBU), der British Olympic Association (BOA) (dem Nationalen Olympischen Komitee) sowie von UK Sport. Finanziert werden der Verband und dessen Projekte in erster Linie von Sponsoren, zu denen vor allem ein wechselnder Hauptsponsor und die Armee gehören, dem Weltverband IBU sowie von den Athleten selbst.
Die männlichen und weiblichen Athleten starten in allen internationalen Wettbewerben, so bei Olympischen Winterspielen, Biathlon-Weltmeisterschaften, Biathlon-Europameisterschaften, dem Biathlon-Weltcup sowie dem IBU-Cup und dessen Vorgänger, dem Biathlon-Europacup. Die nationalen Titelkämpfe werden nicht im Heimatland ausgetragen, sondern meist im Alpenraum. Die letzten Meisterschaften wurden in Ruhpolding, seltener in Obertilliach durchgeführt. Ruhpolding ist auch der Sommer-Trainingsort des britischen Nationalkaders. Neben dem Nationalkader (Senior squad, über 21) gibt es einen Juniorenkader (Junior squad) und mehrere Entwicklungskader (Development squads). In selteneren Fällen wird auch im Sportscotland Training Centre in Glenmore Lodge bei Aviemore trainiert, die Kurse der Entwicklungskader werden im East Grange Biathlon Centre in Kinloss durchgeführt.

## Trainer und Kader
Cheftrainer des Verbandes ist Walter Pichler, Co-Trainer Marc Walker. Einen Teammanager gibt es nicht, die Armee stellt dem Cheftrainer jedoch zwei Teilzeit-Assistenztrainer zur Seite. Als Waxer ist Martin Glagow angestellt. Der aktuelle Nationalkader (2011/12) besteht aus:
| Name              |
| ----------------- |
| Pete Beyer        |
| Lee-Steve Jackson |
| Kevin Kane        |

| Name             |
| ---------------- |
| Amanda Lightfoot |
| Adele Walker     |

| Name            |
| --------------- |
| Paul Birmingham |
| Ben Cottom      |
| Dan Fuller      |
| Carl Gibson     |
| Calum Irvine    |
| Marcel Laponder |
| Christian Lewis |

| Name         |
| ------------ |
| Jenna Beddoe |
| Nerys Jones  |
| Fay Potton   |

Erfolgreichster britischer Biathlet war Michael Dixon, der unter anderem Top-15-Ergebnisse bei Olympischen Spielen erreichte und als einziger britischer Biathlet mehrfach in die Punkteränge des Weltcups laufen konnte.

## Biathleten des Jahres
- 2006: Tom Clemens
- 2007: Kevin Kane
- 2008: Adele Walker
- 2009: Lee-Steve Jackson
- 2010: Lee-Steve Jackson

## Präsidenten
- 1997–2006: Lord Colin Moynihan
- 2006–2008: Colin Jackson
- seit 2009: Vakant

## Geschäftsführer
- 1996–2011: David Cranston
- seit 2011: André Oszmann

## Athletenvertreter
- 1996–2002: Mike Dixon
- 2002–2004: Jason Sklenar
- 2004–2006: Marc Walker
- 2006–2007: Lee-Steve Jackson
- 2007–2009: Adele Walker
- 2010–2011: Simon Allanson
- seit 2012: Lee-Steve Jackson

## Verbindungsoffizier
- 1996–2002: Brigadegeneral David Radcliffe
- 2000–2002: Oberst Jock Inkster
- 2003–2006: Brigadegeneral Andy Cowling
- 2007–2009: Generalmajor Chris Brown
- 2010–2011: Leutnant Colonel Angus Cameron
- seit 2012: Brigadegeneral Brig Neil Marshall